# 道岩駅
道岩駅（トアムえき）は、大韓民国慶尚北道金泉市にかつて存在した朝鮮総督府鉄道の駅である。

## 歴史
- 1926年5月14日 - 開業。
- 1927年1月1日 - 廃止。

## 隣の駅
韓国鉄道公社
慶北線
南山駅 - 道岩駅 - 玉山駅